# Atletismo nos Jogos Pan-Americanos de 1991 - Heptatlo feminino
A prova do heptatlo feminino nos Jogos Pan-Americanos de 1991 foi realizada em 10 e 11 de agosto em Havana, Cuba.

## Medalhistas
| Ouro                            | Prata                            | Bronze                  |
| DeDee Nathan USA Estados Unidos | Sharon Hainer USA Estados Unidos | Magalys García CUB Cuba |

### Final
| Posição           | Nome               | Nacionalidade      | Pontos | Notas |
| ----------------- | ------------------ | ------------------ | ------ | ----- |
| Medalha de ouro   | DeDee Nathan       | USA Estados Unidos | 5778   |       |
| Medalha de prata  | Sharon Hainer      | USA Estados Unidos | 5770   |       |
| Medalha de bronze | Magalys García     | CUB Cuba           | 5690   |       |
| 4                 | Laiza Carrillo     | CUB Cuba           | 5592   |       |
| 5                 | Ana María Comaschi | ARG Argentina      | 5503   |       |